# 口腔病学会
口腔病学会（こうくうびょうがっかい、英語: The Stomatological Society, Japan）は、日本の学術研究団体の一つ。

## 概要
1927年3月20日設立。学術研究団体としての種別は単独学会である。
歯学のうち口腔病を学術研究領域としている。

## 沿革
- 1927年 - 口腔病学会設立。

## 刊行物

### 口腔病学会雑誌
- 誌名（和文）：口腔病学会雑誌
- 誌名（欧文）：The Journal of The Stomatological Society, Japan
- 創刊年：1927
- 資料種別：ジャーナル（査読付き論文を含む）
- 使用言語：日英混在
- 発行形態：印刷体
- 著作権帰属先：学会
- クリエイティブコモンズ：定めていない
- 購読：有料